# Саидов, Шамиль Магомедбаширович
Шами́ль Магомедбаши́рович Саи́дов (21 марта 1982) — российский футболист, вратарь.

## Карьера
Воспитанник питерского футбола. Начинал карьеру в махачкалинском «Анжи», в 2005 был отдан в аренду «Арсеналу» из Тулы, а затем в нижегородский «Локомотив». С 2008 по 2009 год выступал в каспийском «Дагдизеле». С началом сезона 2009/10 стал игроком «Турана», куда он перешёл вместе с Рашидом Гасановым и где играет под 16 номером. В феврале 2010 года после вратарских травм серба Владимира Мичовича, и литовца Паулиса Грибаускаса был вызван на просмотр в бакинский «Нефтчи», однако клубу не подошёл. В сезоне 2009/2010 провёл 18 матчей, вкоторых пропустил 22 гола, в следующем сезоне за два матча пропустил однажды.